# Aeroportul Municipal Boone
Aeroportul Municipal Boone (IATA: BNW, ICAO: KBNW, FAA LID: BNW) este un aeroport din Iowa, Statele Unite ale Americii ce deservește zona Boone⁠(d). Aeroportul a fost tranzitat în 2019 de 2 pasageri. A fost numit după zona deservită.
Situat la o altitudine de 354 m, aeroportul dispune de 2 piste.

## Infrastructură

### Piste
Aeroportul dispune de 2 piste. Pista 02/20 are suprafața de Iarbă și dimensiunile 3.248 picioare × 146 picioare. Pista 15/33 are suprafața de beton și dimensiunile 4.808 picioare × 75 picioare. 